# Juan González (beisbolista)
Juan Alberto González Vázquez (nacido el 20 de octubre de 1969), apodado "Igor", es un ex-jardinero puertorriqueño de béisbol profesional que jugó en las Grandes Ligas durante 16 temporadas.
Durante sus 16 años en la liga, jugó para cuatro equipos, pero es más recordado por su experiencia con los Texas Rangers (1989–1999, 2002–2003), equipo del cual es líder histórico en varias estadísticas ofensivas y miembro del Salón de la Fama de la organización.
Es considerado como uno de los mejores bateadores de la década de los 90s, promediando 42 jonrones, 135 carreras impulsadas y 81 hits extra-base por 162 partidos. Ganó el premio de Jugador Más Valioso de la Liga Americana en dos ocasiones, 1996 y 1998, y a lo largo de su carrera fue galardonado con seis Bates de Plata y fue invitado a tres Juegos de Estrellas.